# Monochroa scutatella
Monochroa scutatella is een vlinder uit de familie tastermotten (Gelechiidae). De wetenschappelijke naam is voor het eerst geldig gepubliceerd in 1920 door Muller-Rutz.
De soort komt voor in Europa.